# Jared MacEachern

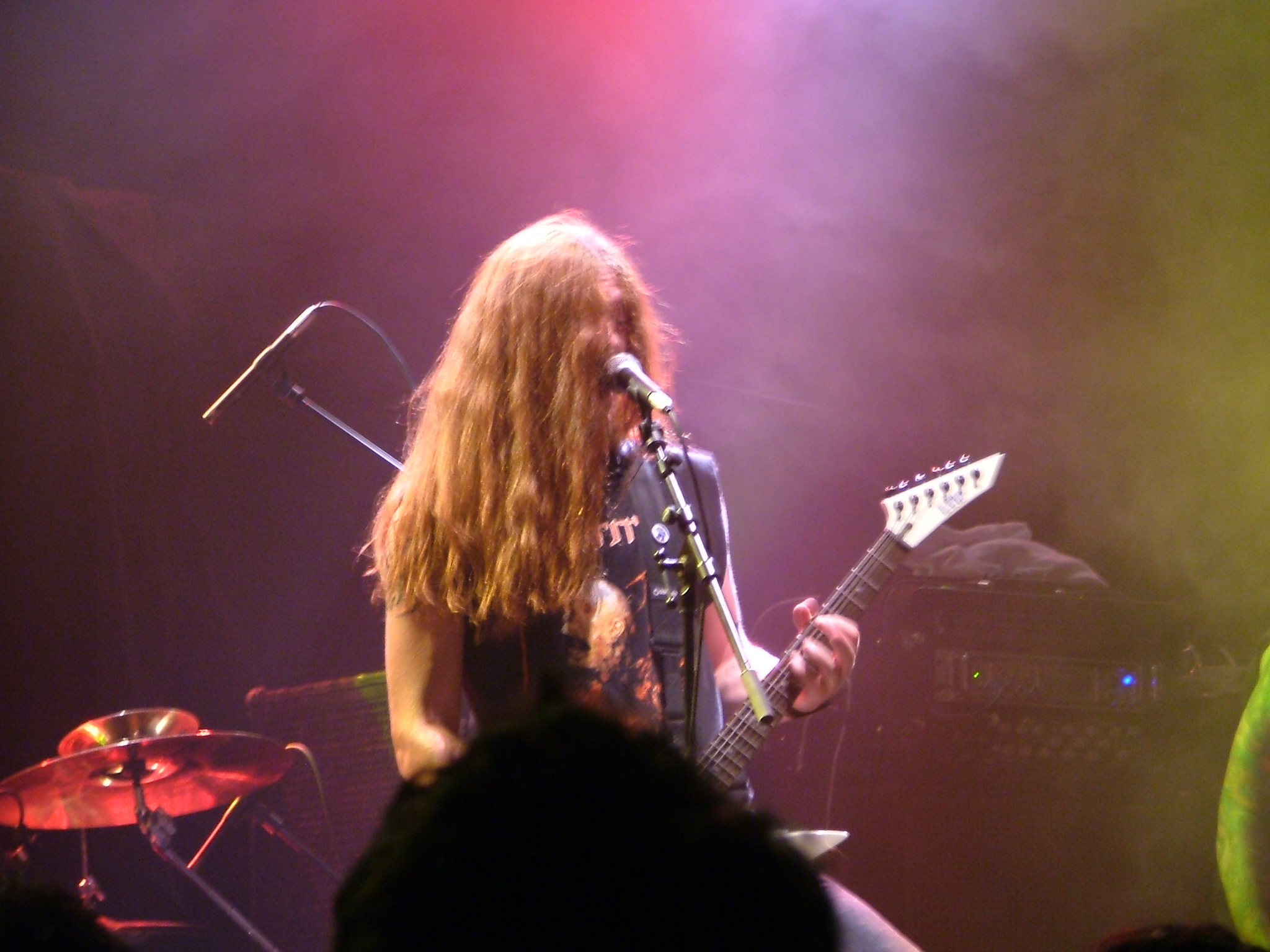
Jared MacEachern jeszcze w składzie thrashmetalowego zespołu Sanctity na koncercie w Linzu w roku 2007

Jared MacEachern – amerykański muzyk, basista, bardziej znany jako gitarzysta zespołu Sanctity. W 2013 r. został basistą grupy Machine Head.

## Życiorys
Swoją karierę muzyczną rozpoczął od śpiewania w chórze kościelnym, następnie zaczął grać na wiolonczeli, którą z czasem porzucił na rzecz gitary basowej. W szkole muzycznej poznał swoich kolegów, z którymi założył zespół Sanctity.
W czerwcu 2013 r. zespół Machine Head ogłosił poszukiwania nowego basisty. W wyniku konkursu Jared został wytypowany na zastępcę Adama Duce. Wraz z nowym basistą zespół zaczął próby do letniej trasy koncertowej Rockstar Mayhem U.S. oraz pracę nad kolejną płytą.